# Молочай чины
Молоча́й чи́ны (лат. Euphórbia lathyris) — однолетнее травянистое растение; вид рода Молочай (Euphorbia) семейства Молочайные (Euphorbiaceae).

## Ботаническое описание

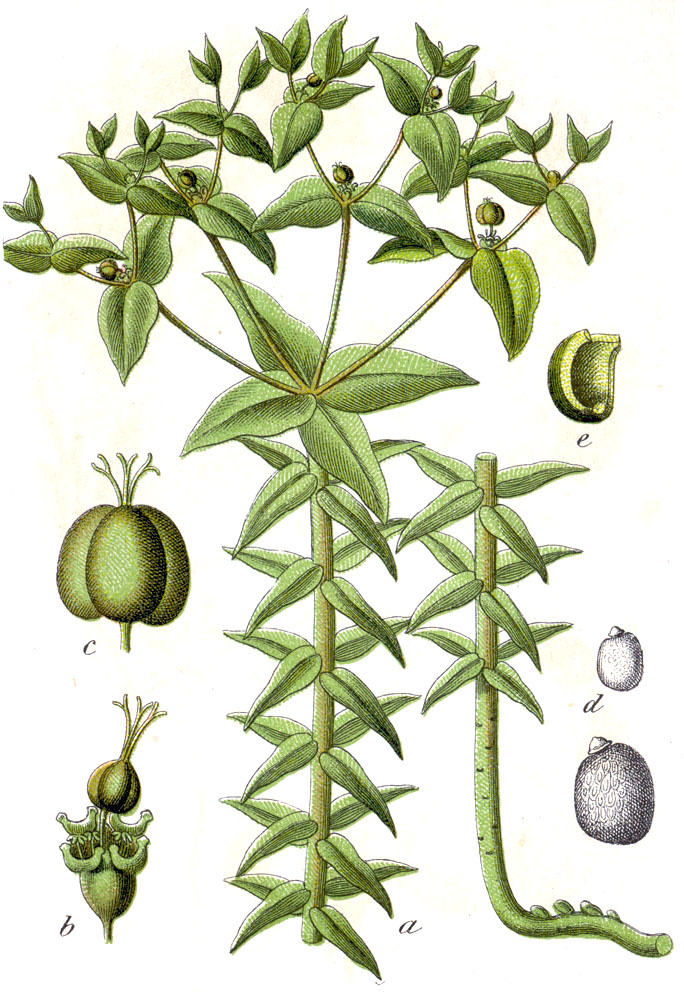

Растение 60—100 см высотой, голое, сизое.
Корень вертикальный.
Стебель одиночный, прямостоячий, довольно толстый (7—10 мм), наверху с пазушными цветоносами, а ниже с нецветущими боковыми ветвями.
Стеблевые листья все супротивные, на черешках до 4 мм длиной и 5 мм шириной, из слегка сердцевидного основания линейно-ланцетовидные, 10—16 см длиной, 1—2,2 см шириной (нижние сближенные и более узкие), заострённые, остроконечные или тупые, по краю подогнутые, цельнокрайные, более-менее плотные, сверху тёмно-зелёные, лоснящиеся, снизу более светлые, сизовато-серые, с одной выступающей жилкой; на нецветущих ветвях листья мельче.
Верхушечные цветоносы 4, 4—5 см длиной, как и пазушные — на конце от одного до трёх, вильчато-двураздельные, реже в узлах только с одним цветоносом следующего порядка. Листочки обёртки едва черешчатые или почти сидячие, из косого сердцевидного основания треугольно-ланцетовидные, 3—10 см длиной, около 2,5 см шириной; листочки обёрточек по два, из косого слегка сердцевидного основания яйцевидные или треугольно-яйцевидные, острые или заострённые, пальчато 5—7-жильные, нижние до 6 см длиной и до 3 см шириной (верхушечные уменьшенные); бокальчик кубарчатый, около 2,5 мм длиной и 3 мм шириной, голый, бледно-зелёный, с продолговато-яйцевидными (около 1 мм длиной), притуплёнными, голыми, на конце зазубренными лопастями. Нектарники полулунные, с выемчатым краем, двурогие, с расходящимися лопатчатыми тупыми рожками. Пыльниковые цветки без прицветников при основании. Столбики около 3 мм длиной, на ¼ длины двунадрезанные. Цветёт в июле—августе.
Плод — усечённо-шаровидный трёхорешник 1—1,2 см длиной, 1,4—1,6 см шириной, нелопастный, с толстым (до 4 мм), мягким губчатым околоплодником, гладкий (при высыхании морщинистый), слегка продольно-шестибороздчатый (с тремя подобными трём основным бороздкам и дополнительными тремя посередине плодолистиков). Семена тёмно-бурые, яйцевидные, 7—8 мм длиной, 5 мм шириной, вначале гладкие, спелые — сетчато-морщинистые с сегментарным (около 1,5 мм в диаметре), белым гладким сидячим, по краю лопастным придатком.
Вид описан в Западной Европе (Франция, Италия), встречается с краёв пашен.
|                                       |  |  |
| Слева направо: соцветие, циатия, плод |  |  |

## Распространение
Европа: Греция, Италия (включая Сардинию), Франция (Корсика); Азия: Китай (горные районы), заносное во многих районах.
Растёт как сорное растение и возделывается в культуре.

## Значение и применение
Скот поедает молодые растение, но очень плохо. Безопасен для коз. Молоку передаёт неприятный вкус. Высушивание растений ослабляет нежелательные свойства, но не устраняет их полностью. Семена содержат 42 % масла, состоящего из глицеридов олеиновой кислоты и употребляемого в медицине в качестве рвотного и слабительного средства. Чрезмерные дозы вызывают отравление. Млечный сок содержит кварцетин, который, попадая на слизистую оболочку глаза, может вызвать тяжёлое воспаление с опасностью для зрения.
В фазе цветения в листьях содержит 230 мг% аскорбиновой кислоты.

## Таксономия
|  |                                      |  |                                                             |                                                             |                      |  | ещё 36 семейств (согласно Системе APG II), в том числе Маковые | ещё 36 семейств (согласно Системе APG II), в том числе Маковые |                         |  |  |  | ещё ≈2000 видов |
|  |                                      |  |                                                             |                                                             |                      |  | ещё 36 семейств (согласно Системе APG II), в том числе Маковые | ещё 36 семейств (согласно Системе APG II), в том числе Маковые |                         |  |  |  | ещё ≈2000 видов |
|  |                                      |  |                                                             | порядок Мальпигиецветные                                    |                      |  |                                                                |                                                                | род Молочай (Euphorbia) |  |  |  |                 |
|  |                                      |  |                                                             | порядок Мальпигиецветные                                    |                      |  |                                                                |                                                                | род Молочай (Euphorbia) |  |  |  |                 |
|  | отдел Цветковые, или Покрытосеменные |  |                                                             |                                                             | семейство Молочайные |  |                                                                |                                                                | вид Молочай чины        |  |  |  |                 |
|  | отдел Цветковые, или Покрытосеменные |  |                                                             |                                                             | семейство Молочайные |  |                                                                |                                                                |                         |  |  |  |                 |
|  |                                      |  | ещё 44 порядка цветковых растений (согласно Системе APG II) | ещё 44 порядка цветковых растений (согласно Системе APG II) |                      |  |                                                                | ещё >300 родов                                                 | ещё >300 родов          |  |  |  |                 |
|  |                                      |  |                                                             | ещё 44 порядка цветковых растений (согласно Системе APG II) |                      |  |                                                                |                                                                | ещё >300 родов          |  |  |  |                 |